# Le Concours de Noël
Le Concours de Noël (Christmas Song) est un téléfilm de Noël canadien réalisé par Timothy Bond et diffusé aux États-Unis le 3 novembre 2012 sur Hallmark Channel.

## Fiche technique
- Titre original : Christmas Song
- Réalisation : Timothy Bond
- Scénario : Kevin Commins
- Photographie : Russ Goozee
- Musique : Stacey Hersh
- Durée : 90 minutes
- Dates de diffusion : 
  -  États-Unis : 3 novembre 2012
  -  France : 30 décembre 2012 sur M6

## Distribution
- Natasha Henstridge : Diana Deason
- Gabriel Hogan : Ken Stoddard
- Ben Mulroney : Emcee
- Brittany Adams : Amy
- Jack Ettlinger : Billy
- Amanda Thomson : Liz Strade
- Kent Nolan : Carlo
- Ramona Milano (en) : Jill